# Mosel
Mosel (fransk Moselle, tysk Mosel, fra latin Mosella, "Lille Meuse") er en flod, som flyder gennem Frankrig, Luxembourg og Tyskland. Den har sit udløb i Rhinen ved Deutsches Eck i Koblenz.
Floden har givet navn til to franske departementer: Moselle og Meurthe-et-Moselle.
På stejle skrænter på begge sider af Mosel dyrkes store mængder af vin – overvejende hvidvin – som har taget navn efter floden.
Udflugtsbåde bringer turister fra Koblenz ad floden gennem flere sluser til Trier.